# Rachovia
Rachovia ist eine Gattung aus der Familie Rivulidae und gehört zur Gruppe der Eierlegenden Zahnkarpfen. Die Arten dieser Gattung sind Saisonfische und bewohnen temporäre Gewässer in Kolumbien und Venezuela.

## Merkmale
Laut Taphorn, D.C. & Thomerson, J.E. (1978) unterscheiden sich Rachovia von der nah verwandten Gattung Austrofundulus durch weniger Rückenflossenstrahlen, durch eine kürzere Rückenflossenbasis, und durch eine kleinere Schuppenanzahl. Ein weiteres Merkmale ist laut Taphorn, D.C. & Thomerson, J.E. (1978), dass die Anal- und Genitalpapillen bei Rachovia in der Regel nur schwach pigmentiert oder unpigmentiert sind, während sie bei Austrofundulus stark pigmentiert sind.

## Systematik
Laut Costa, W.J.E.M. (2014) haben Taphorn, D.C. & Thomerson, J.E. (1978) die beiden Gattungen Austrofundulus und Rachovia anhand von Durchschnittswerten von sich weitgehend überschneidenden morphometrischen und meristischen Merkmalen undeutlich voneinander unterschieden. Da es nicht möglich sei, diese beiden Gattungen weder durch morphologische noch durch molekulare Daten objektiv zu diagnostizieren, solle Austrofundulus als Synonym von Rachovia betrachtet werden. Rachovia, als ein die Gattung Austrofundulus einschließendes Taxon, werde eindeutig diagnostiziert durch das Vorhandensein einer Öffnung in der Hyomandibula nahe der Grenze zum Metapterygoid, durch einen Stirnbuckel in der Prädorsalregion bei alten Männchen, und durch einen ausgeprägten Vorsprung in der posterolateralen Region des Telencephalons, welches medial zusammengewachsen ist.

## Arten
Die Gattung Rachovia umfasst folgende sechs Arten:
- Rachovia brevis (Regan, 1912)
- Rachovia fransvermeuleni Berkenkamp, 2020
- Rachovia hummelincki de Beaufort, 1940
- Rachovia maculipinnis (Radda, 1964)
- Rachovia pyropunctata Taphorn & Thomerson, 1978
- Rachovia splendens Dahl, 1958